# Kumotori
Der Kumotori (jap. 雲取山, -yama) ist ein Berg im Okuchichibu-Gebirge auf der japanischen Hauptinsel Honshū. Sein 2017 m hoher Gipfel liegt auf der Grenze zwischen den ostjapanischen Präfekturen Tokio, Saitama und Yamanashi, darin den Gemeinden Okutama, Chichibu und Tabayama.
Am Kumotori liegen zugleich der höchste Punkt der Präfektur Tokio und ihr westlichster Punkt auf der Hauptinsel Honshū. Südöstlich liegen längs des Ishione die höchsten Berge der Präfektur, darunter unmittelbar südlich der 1927 m hohe Kokumotoriyama, der „kleine Kumotori“. Nördlich in Saitama befinden sich Myōhōgatake und Shiraiwa-yama, zusammen mit dem Kumotori als Mitsumine-san (三峰山, „Mitsumine-Berge“) oberhalb des gleichnamigen Schreins bekannt. Die höheren Berge des Okuchichibu-Gebirges liegen im Westen.
Die Umgebung ist Teil des Chichibu-Tama-Kai-Nationalparks. Die Wälder an den Flanken des Kumotori werden außerdem als Quellgebiet der linken Tama-Zuflüsse von den Präfekturbehörden von Tokio und Yamanashi als suigenrin (水源林, „Quellwälder“) geschützt.
Der Kumotori gehört zu den Nihon Hyakumeizan, den „hundert berühmten Bergen Japans“, die Fukada Kyūya in seinem 1964 erschienenen gleichnamigen Buch populär machte. 